# Grand danois
För andra betydelser, se Dogg.
Grand danois (tyska: Deutsche Dogge), en hundras från Tyskland. Den är en molosserhund framavlad som jakthund för högvilt; idag är den sällskapshund. I en undersökning 2012/2013 utnämndes grand danois till en av världens trettio populäraste hundraser.

## Historia

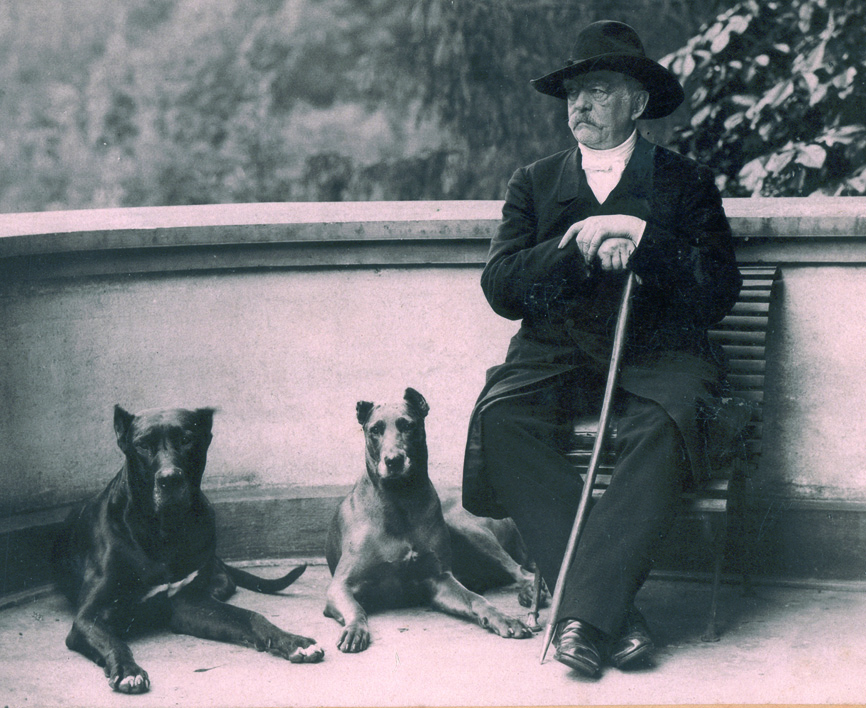
Den tyske rikskanslern Otto von Bismarck tillsammans med sina "rikshundar" 1891.

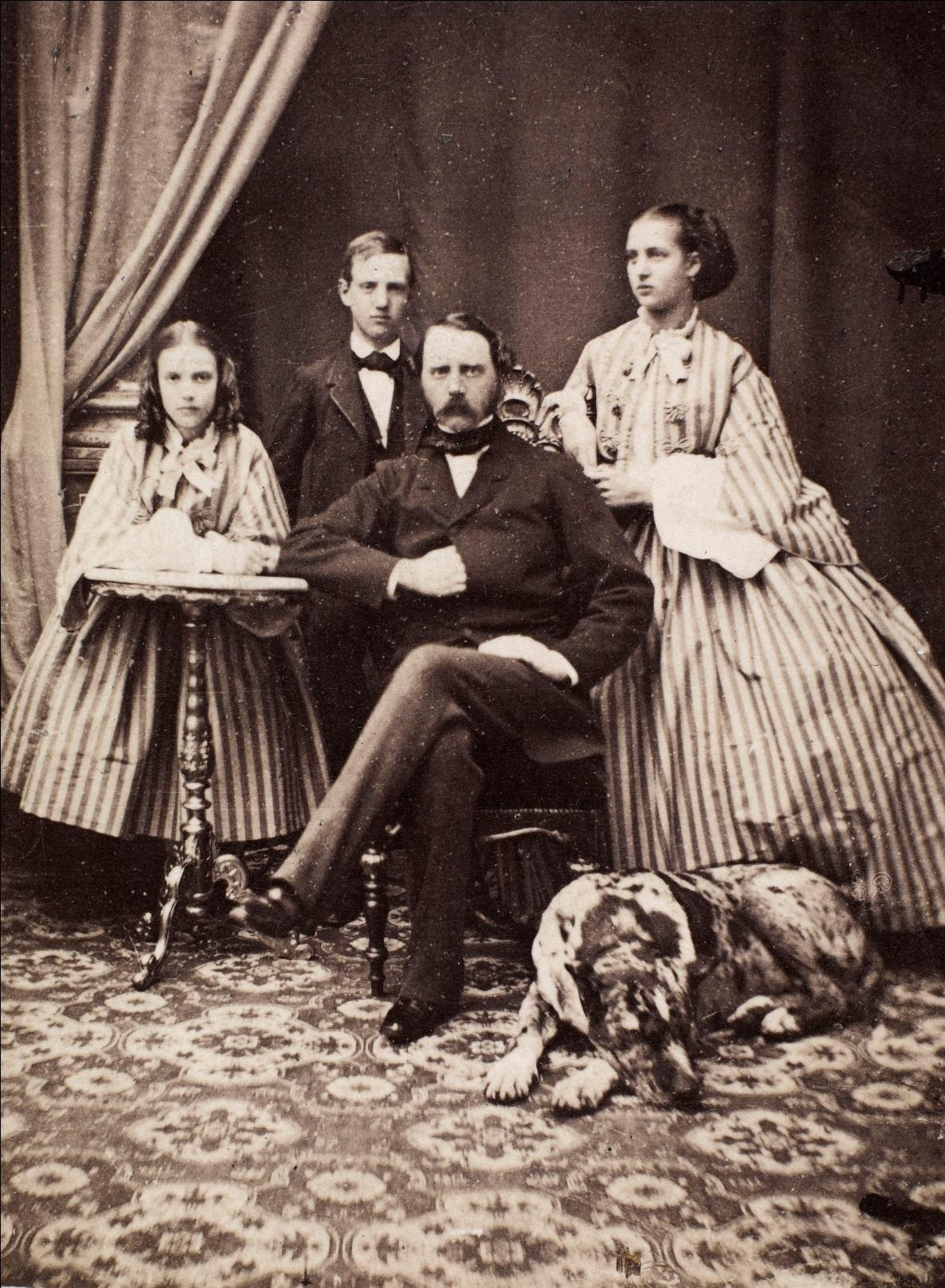
Kung Kristian IX av Danmark tillsammans med sin "stora danska hund" 1861.

Grand danois antas härstamma från stridshundar som funnits runtom i Europa sedan romartiden. För att passa bättre till högviltjakt korsades dessa med vinthundar, så att hundarna blev snabbare och smidigare. Olika varianter avlades vid många av Europas furstehus. Särskilt i Tyskland användes hundarna till jakt på vildsvin.
Namnet grand danois är franska för stor dansk. Hundtypen betecknades som dansk både av Carl von Linné i Cynographia 1753 och av Georges-Louis Leclerc de Buffon i dennes naturalhistoria 1755. Danskarna hade en tradition av att hålla stora jakthundar och danska hovet korsade på sent 1500-tal, med från England hämtade mastifftikae, fram en ras lämpad för parforcejakt. När Christian VI lade ner parforcejakten 1741, skänkte hovet de stora jakthundarna till ett antal regenter: svenske kungen, markgreven av Brandenburg-Bayreuth, greven av Plön, och greven av Savojen, tillika kungen av Sardinien.[källa behövs]
Vid Tysklands första hundutställning i Hamburg 1863 visades åtta hundar kallade Dänische Dogge och sju kallade Ullmer Doggen. År 1878 bildades en kommitté i Berlin för att samla alla varianter av stora jaktdoggar från de olika furstendömena under namnet Deutsche Dogge. Dessa var av olika typ och gick under en rad namn; Bärbeisser, Hatzrüde, Saupacker, Tigerdogge och Ulmerdogge. Rikskanslern Otto von Bismarck (1815–1898) utnämnde rasen till Tysklands nationalras. År 1888 bildades den tyska rasklubben och 1891 fastställde denna en rasstandard.
I Danmark deltog grand danois också på landets första utställning 1886 och fick i stamboken från 1890 beteckningen Stor Dansk Hund. I England bildades en rasklubb redan 1885.
Samtidigt som Tyskland slutgiltigt fastställdes som rasens hemland bestämde Fédération Cynologique Internationale (FCI) 1937 att det står varje land fritt att själv bestämma rasnamnet. Storbritannien och USA tog namnet Great Dane och Italien tog namnet Alano efter alanernas antika stridshundar.

## Egenskaper
Grand danois är vanligen lugna och fungerar bra ihop med barn. Den skall till sin karaktär vara vänlig, kärleksfull och trogen sin ägare, och särskilt barn. Mot främlingar är den tillbakadragen och reserverad. Självsäkra, oförskräckta, lättuppfostrade och läraktiga sällskaps- och familjehundar eftersträvas, vilka har hög retningströskel och inte är aggressiva. Valpar får inte motioneras hårt; de bör hanteras varsamt och ej utsättas för hårda aktiviteter och alltför tuff lek, då detta kan medföra hälsoproblem senare, bland annat lösa skuldror och armbågar[källa behövs]. De bör leka, växa och utvecklas i egen takt.

## Utseende
Grand danois är en stor hund, ofta uppåt 70-90 kilogram och 70 till 90 cm i mankhöjd. Enskilda grand danois har vid flera tillfällen noterats i Guinness rekordbok som "världens största hund". Grand danois finns i 5 olika färgvarianter: gul, tigrerad, svart, blå och harlekin. 

## Fiktion
- Ulmerdoggar omnämns bland annat i "Bock i örtagård" av Fritiof Nilsson Piraten.
- Scooby-Doo från de tecknade TV-serierna har denna hundras som förlaga. Det gäller även den tecknade Marmaduke, och överste Gyllenskalps "flerfaldigt prisbelönta rasdjur" Cesar i 91:an Karlsson, samt Rubeus Hagrids Fang i Harry Potter.

### Fotnoter
1. ↑  Namnet är franska för "stor dansk". Det engelska rasnamnet är motsvarande Great Dane. Det vanligaste namnet på franska är dock dogue allemand, efter den tyska ursprungsbeteckningen.